# Вилненско войводство (Жечпосполита)
Вилненското войводство (на полски: Województwo wileńskie, на латински: Palatinatus Wilnensis) е административно-териториална единица в състава на Великото литовско княжество и Жечпосполита. Административен център е град Вилно.
Войводството е организирано през 1413 година. Територията му е разделена на пет повята – Вилненски, Ошмянски, Лидски, Вилкомежки и Браславски. В Сейма на Жечпосполита е представено от трима сенатори (епископа, войводата и кастелана) и десет депутати.
В резултат на втората подялба на Жечпосполита (1793) най-източната част на войводството е анексирана от Руската империя, а при третата подялба на Жечпосполита (1795) и останалата му територия е анексирана от Русия.